# Loch Leòdamais
Loch Leòdamais ist eine kleine Bucht an der Südküste der schottischen Hebrideninsel Islay. An der Einfahrt ist die etwa 400 m weit ins Land schneidende Bucht 170 m breit und erweitert sich dann bis auf maximal 300 m. An der Einfahrt begrenzen die beiden Kaps Rubha Glas im Norden und Rubha a’ Chuinnlein im Süden die Bucht. Die Bucht öffnet sich nach Südwesten dem Atlantischen Ozean. Der natürliche Hafen wurde als Standort der Plansiedlung Port Ellen genutzt. Diese wurde ab 1821 um die Bucht herum gebaut und umschließt sie vollständig.
An der Südküste von Rubha Glas befinden sich zwei Piere aus dem 18. und 19. Jahrhundert, sowie der betonierte Anleger der Fähre, welche die Insel mit Kennacraig auf Kintyre verbindet. Im Laufe der Jahrhunderte sanken in dem Loch zahlreiche Schiffe. Im Jahre 1832 wurde mit dem Port Ellen Lighthouse, dem gegenüber Port Ellens im Norden der rund zwei Kilometer entfernten Halbinsel Oa situierten Leuchtturm, die Einfahrt in den Hafen markiert.